# Reggie Williams (baloncestista de 1964)
Reggie Williams (Baltimore, Maryland; 5 de marzo de 1964) es un exjugador de baloncesto estadounidense que disputó diez temporadas de la NBA en seis equipos distintos. Fue campeón de la NCAA en 1984 con la Universidad de Georgetown. Con 2 metros de altura, jugaba en la posición de escolta.

## Trayectoria deportiva

### Universidad
Jugó durante 4 temporadas con los Hoyas de la Universidad de Georgetown. En su año de novato logró llegar junto con su equipo a la final de la NCAA, ganando a la Universidad de Houston por 84-75, en un partido en el que Williams anotó 19 puntos y capturó 7 rebotes, siendo pieza fundamental para la victoria. A pesar de ello, fue Patrick Ewing (10 puntos y 9 rebotes) el que se llevó el premio de MVP del partido.
En su temporada sénior lideró a un joven equipo que llegó a luchar por el título nacional nuevamente, cayendo en la final regional del Sudeste ante Providence. Fue el máximo anotador de la Big East Conference, y lideró a su equipo en rebotes, robos de balón y tapones, siendo tercero en asistencias. A causa de su juego, su entrenador llegó a denominar al equipo como Reggie and the Miracles (en español, Reggie y los Milagros). fue elegido All-American en dos ocasiones, acabando su trayectoria universitaria como tercer máximo anotador y sexto reboteador de la historia de los Hoyas. En el total de su carrera promedió 15,3 puntos, 6,4 rebotes y 2,4 asistencias por partido.

### Profesional
Fue elegido en la cuarta posición del Draft de la NBA de 1987 por Los Angeles Clippers, perdiéndose la mayor parte de su primer año debido a una lesión. Jugó durante dos temporadas y media en los Clippers, promediando más de 10 puntos por partido. Nada más comenzar la temporada 1989-90 de la NBA es traspasado junto con los derechos de Danny Ferry a Cleveland Cavaliers a cambio de Ron Harper. Apenas jugó 32 partidos, y sin terminar la temporada, fue de nuevo traspasado, esta vez a San Antonio Spurs. Allí tampoco cuaja en el equipo, siendo traspasado a Denver Nuggets en la temporada 1990-91.
En los Nuggets logra por fin asentarse entre los profesionales, logrando la titularidad, y jugando sus mejores años. En sus tres primeras temporadas logra promediar más de 17 puntos y 5 rebotes por encuentro, liderando a su equipo en la temporada 1991-92, tras promediar 18,2 puntos por partido.
Al comienzo de la temporada 1996-97 es traspasado junto con Jalen Rose y una primera ronda del draft a Indiana Pacers, a cambio de Mark Jackson, Ricky Pierce y una primera ronda del draft. Solo juega dos partidos con los Pacers, siendo enviado a New Jersey Nets, donde tras 10 partidos sin demasiado éxito, decide retirarse.
En el total de su trayectoria profesional promedió 12,5 puntos y 4,0 rebotes por partido.